# Liebe und andere Geschäfte (1933)
Liebe und andere Geschäfte (Originaltitel: She Had to Say Yes) ist ein US-amerikanischer Spielfilm aus dem Jahr 1933 von George Amy und Busby Berkeley mit Loretta Young in der Hauptrolle. Der Film wurde von First National Pictures produziert und basiert auf der Originalstory Customer Girl von Joseph Francis Larkin.

## Handlung
Sol Glass leitet eine Kleiderfabrik. Als Berater für seine Kunden hat er junge Frauen eingestellt, die die potentiellen Käufer unterhalten sollen. Unter seinen Kunden macht sich Unzufriedenheit über die Frauen breit, die sich nur für das Geld der Käufer zu interessieren scheinen. Der Verkäufer Tommy Nelson schlägt vor, die Posten zukünftig mit den Stenografinnen des Unternehmens zu besetzen. Luther Haines, einer der Kunden, bemerkt die Sekretärin Florence Denny, Tommys Verlobte, und möchte sich mit ihr treffen. Tommy kann Haines Aufmerksamkeit auf Birdie Reynolds lenken.
Als Birdie eines Tages wegen Krankheit ausfällt, soll sich Florence um den Kunden Daniel Drew kümmern. Das Treffen verläuft angenehm, doch als Daniel mit ihr die Nacht verbringen will, reagiert Florence panisch. Daniel entschuldigt sich bei ihr, weil er sich in sie verliebt hat. Er muss auf eine Geschäftsreise, schreibt ihr aber regelmäßig und ruft sie an. Maizee, Florences Freundin, Kollegin und Mitbewohnerin, enthüllt ihr, dass Tommy sie mit Birdie betrügt. Florence löst die Verlobung und erklärt Glass, dass sie sich nicht mehr mit Kunden treffen werde. Glass droht, sie zu feuern, woraufhin sie selber kündigt.
Daniel kehrt zurück und führt sie zum Essen aus. Im Lokal sieht er Haines. Daniel bittet Florence, ihm dabei zu helfen, Haines von einer Fusion zu überzeugen. Zwar ist Florence enttäuscht, willigt aber ein. Sie geht mit Haines aus, arrangiert aber mit Maizees Hilfe, dass Mrs. Haines und ihre Tochter hinzukommen. Nun muss Haines ein Geschäftsessen vorgeben, bei dem er den Fusionsvertrag unterschreibt. Haines beschwert sich bei Daniel über Florences Methoden und behauptet, sie sei noch mit Tommy zusammen. Daniel wird misstrauisch und fährt mit ihr aufs Land zum Haus eines Freundes. Niemand ist zu Hause, so dass Daniel Florence in das einsame Haus zerren kann und sie bedrängt. Zuerst wehrt Florence sich, ergibt sich jedoch ihrem Schicksal. Sie fragt ihn, ob sie nur ein Lustobjekt für ihn sei, und er lässt von ihr ab. Florence verlässt das Haus und stößt auf Tommy, der den beiden gefolgt ist. Tommy wirft ihr vor, sich zu verkaufen. Daniel hört den Streit und ihm wird klar, dass Florence unschuldig ist. Er bringt Tommy dazu, sich zu entschuldigen und bittet Florence, ihn zu heiraten. Nachdem sie in sein Ohr geflüstert hat, packt er sie und trägt sie ins Haus zurück.

## Produktion

### Hintergrund
Gedreht wurde der Film in New York (Grand Central Station) sowie in den Warner-Studios in Burbank.
Der Film wurde innerhalb von 17 Tagen gedreht und kostete 111.000 Dollar (2023: 2,6 Millionen Dollar). Da es das Regiedebüt für Busby Berkeley war, wurde der erfahrene Filmeditor George Amy als Co-Regisseur verpflichtet. Auch für Amy, der auch den Filmschnitt übernahm, war es das Debüt auf dem Regiestuhl.

### Stab
Orry-Kelly war für das Kostümbild zuständig. Leo F. Forbstein dirigierte das Vitaphone-Orchester.

### Besetzung
In kleinen nicht im Abspann erwähnten Nebenrollen traten George Chandler, Harry Holman, William Irving, Charles Lane, Dennis O’Keefe und Leo White auf.

## Veröffentlichung
Die Premiere des Films fand am 15. Juli 1933 statt. In der Bundesrepublik Deutschland wurde er am 30. Oktober 1995 im deutschen Fernsehen ausgestrahlt.

## Kritiken
Das Lexikon des internationalen Films schrieb: „Routinierte Liebeskomödie, die ohne sonderliche inszenatorische Glanzlichter unterhält.“
Der Kritiker der The New York Times nahm Bezug auf den Originaltitel und bemerkte, es wäre eine Erlösung für alle gewesen, hätte Loretta Young Nein gesagt.